# Governatore della Banca d'Italia
Il governatore della Banca d'Italia è un organo centrale dell'istituto, di cui detiene la rappresentanza legale. 
Sebbene la Banca d'Italia sia stata fondata nel 1893, la carica di governatore è stata istituita solo nel 1928; precedentemente le sue competenze erano assegnate al direttore generale. Il ruolo di direttore generale è rimasto anche dopo il 1928, ma con diverse funzioni.
Gli uffici del governatore si trovano a Palazzo Koch, in via Nazionale a Roma.

## Funzioni
Ha il compito di rappresentare l'istituto bancario con terzi, di presiedere l'assemblea e di informare il governo italiano in materia di finanza estera o interna. Dispone inoltre delle nomine e delle assegnazioni del personale.
Prima dell'introduzione dell'euro si occupava inoltre della politica monetaria nazionale. Tale funzione invece viene adesso esercitata collegialmente insieme alle altre banche centrali dell'Eurozona. Il Governatore infatti partecipa, con diritto di voto e insieme ad altri 19 componenti, al Consiglio direttivo della Banca centrale europea.

## Nomina e revoca
L'articolo 19, comma 8, della legge 28 dicembre 2005, n. 262 (Disposizioni per la tutela del risparmio e la disciplina dei mercati finanziari) afferma che la nomina del Governatore è disposta con decreto del presidente della Repubblica, su proposta del Presidente del Consiglio dei ministri, previa deliberazione del Consiglio dei ministri, sentito il parere del Consiglio Superiore della Banca d'Italia. Il procedimento si applica anche per la revoca del Governatore.
La carica fino al 2005 era senza limite di mandato, mentre da allora ha una durata di 6 anni, rinnovabile una sola volta (art. 19 L. 262/2005). Anche per gli altri membri del Direttorio (un direttore generale e 3 vice-direttori generali) il mandato dura 6 anni ed è rinnovabile una sola volta (art. 25 e 26 Statuto della Banca d'Italia, 2006).

## Cronotassi dei governatori

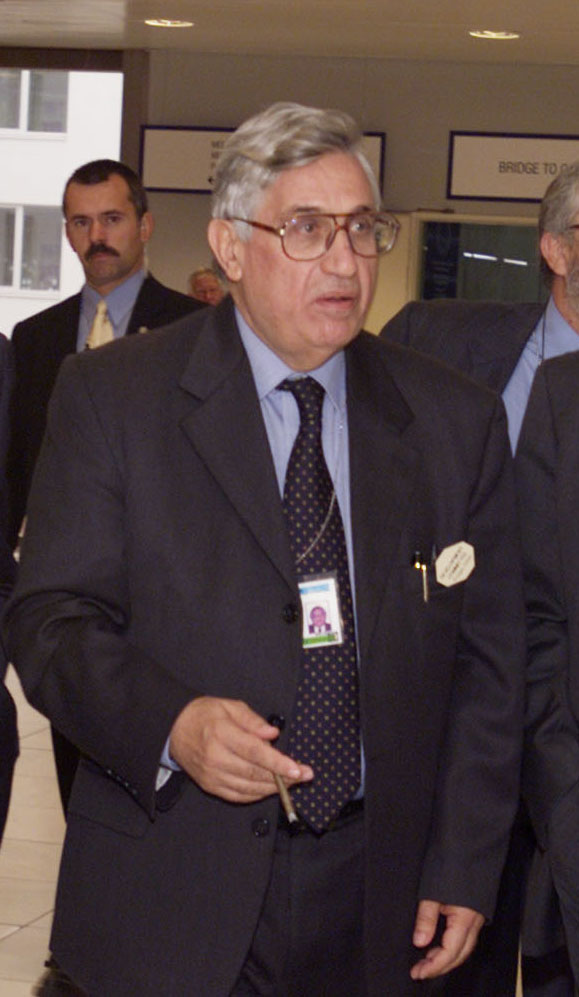
Antonio Fazio è stato l'ultimo governatore a vita. Dopo le sue dimissioni nel 2005 a seguito di "Bancopoli" il mandato è stato ridotto a 6 anni, rinnovabile una volta.

Segue una cronotassi dei governatori (o predecessori equivalenti) dall'unità d'Italia in poi.
Governatori della Banca Nazionale nel Regno d'Italia (1861-1893)
- 1861-1882: Carlo Bombrini
- 1882-1893: Giacomo Grillo

Direttori generali della Banca d'Italia (1893-1928)
- 1893-1894: Giacomo Grillo
- 1894-1900: Giuseppe Marchiori
- 1900-1928: Bonaldo Stringher

Governatori della Banca d'Italia (1928-)
- 1928-1930: Bonaldo Stringher
- 1931-1944: Vincenzo Azzolini
- 1945-1948: Luigi Einaudi
- 1948-1960: Donato Menichella
- 1960-1975: Guido Carli
- 1975-1979: Paolo Baffi
- 1979-1993: Carlo Azeglio Ciampi
- 1993-2005: Antonio Fazio
- 2006-2011: Mario Draghi
- 2011-2023: Ignazio Visco
- dal 2023: Fabio Panetta

## Governatori onorari emeriti
Il Consiglio Superiore della Banca d'Italia, secondo una tradizione istituita dal governatore Einaudi, può riconoscere, al momento della cessazione del mandato, il titolo onorifico di "governatore onorario emerito".
Primo governatore onorario fu Niccolò Introna. In epoca successiva hanno goduto della qualifica di "onorari" Donato Menichella, Paolo Baffi, Carlo Azeglio Ciampi, Antonino Occhiuto, Fabrizio Saccomanni e Vincenzo Desario.
Attuali governatori onorari emeriti
- Antonio Fazio: dal 2005
- Mario Draghi: dal 2011
- Ignazio Visco: dal 2023

## Direttori generali
Inizialmente la massima carica della Banca era il direttore generale. Dal 1928, come si è detto, la massima carica fu quella di governatore, a cui fu subordinato il direttore generale (con un suo vice). Dal 2005, insieme al governatore e ai tre vice-direttori generali, il direttore generale fa parte del direttorio della banca.
Il direttore generale coadiuva il governatore nell'esercizio delle sue attribuzioni e lo sostituisce in caso di assenza o impedimento; sovrintende alla gestione e all'organizzazione dell'istituto.

### Direttori generali della Banca d'Italia dal 1928 in poi
- 1928-1930: Vincenzo Azzolini
- 1931-1940: Pasquale Troise
- 1940-1944: Giovanni Acanfora
- 1944-1945: amministrazione speciale
- 1945-1946: Niccolò Introna
- 1946-1948: Donato Menichella
- 1948-1959: Paride Formentini
- 1959-1960: Guido Carli
- 1960-1975: Paolo Baffi
- 1975-1976: Rinaldo Ossola
- 1976-1978: Mario Ercolani
- 1978-1979: Carlo Azeglio Ciampi
- 1979-1994: Lamberto Dini
- 1994-2006: Vincenzo Desario
- 2006-2013: Fabrizio Saccomanni
- 2013-2019: Salvatore Rossi
- maggio-dicembre 2019: Fabio Panetta
- 2020-2021: Daniele Franco
- dal 2021: Luigi Federico Signorini

### Vice-direttori generali della Banca d'Italia
Dal 1899 ci fu un solo vice-direttore. Nel 1969 i vice tornarono a essere due, dal 2005 tre.
- 1894-1897: Domenico Morro
- 1894-1899: Ettore Levi della Vita
- 1899-1907: Luigi Cavallini
- 1907-1914: Efisio Piana
- 1914-1921: Tito Canovai
- 1921-1926: Arrigo Rossi
- 1926-1928: Pasquale D'Aroma
- 1928-1944: Niccolò Introna
- 1947-1948: Paride Formentini
- 1948-1953: Luigi Bernasconi
- 1953-1964: Ernesto Bindocci
- 1964-1969: Tullio Riccio
- 1969-1975: Rinaldo Ossola
- 1969-1976: Antonino Occhiuto
- 1975-1976: Mario Ercolani
- 1976-1978: Carlo Azeglio Ciampi
- 1976-1982: Mario Sarcinelli
- 1978-1982: Alfredo Persiani Acerbo
- 1982-1984: Carmelo Oteri
- 1982-1993: Antonio Fazio
- 1984-1997: Tommaso Padoa-Schioppa
- 1993-1994: Vincenzo Desario
- 1995-2006: Pierluigi Ciocca
- 1997-2009: Antonio Finocchiaro
- 2007-2011: Ignazio Visco
- 2007-2012: Giovanni Carosio
- 2009-2012: Anna Maria Tarantola
- 2011-2013: Salvatore Rossi
- 2012-2019: Fabio Panetta
- 2013-2019: Valeria Sannucci
- 2013-2021: Luigi Federico Signorini
- 2019-2025: Alessandra Perrazzelli
- 2019-2020: Daniele Franco
- 2020–2023: Piero Cipollone
- Dal 2021: Paolo Angelini
- Dal 2024: Chiara Scotti